# Francesco Valentini
Francesco Valentini (o Valentino) (Gallipoli, 1836 – Pieve di Ledro, 18 luglio 1866) è stato un patriota e giornalista italiano.

## Biografia
Nacque a Gallipoli nel 1836, figlio di Rosina De Pace e di Epaminonda Valentini (o Valentino), patriota morto nel carcere borbonico di Lecce nel 1849, e nipote di Antonietta De Pace pure patriota di idee mazziniane. Frequentò l'Istituto Boubè a Napoli e fu professore di lettere a Genova, ove si era ritirato in esilio. Come giornalista, Francesco Valentini collaborò con i quotidiani democratici genovesi e fu direttore del Martelletto.
Allo scoppio della terza guerra di indipendenza del 1866, collaboratore del giornale napoletano L'Italia, si arruolò nel Corpo Volontari Italiani di Giuseppe Garibaldi e fu incorporato nel 2º Reggimento Volontari Italiani come furiere e segretario personale del tenente colonnello Pietro Spinazzi. Partecipò all'invasione del Trentino e in tutte le operazioni in cui fu coinvolto il suo reggimento:  alla battaglia di Ponte Caffaro, alle operazioni in Val Vestino e alla battaglia di Pieve di Ledro, ove il 18 luglio cadde in combattimento colpito da tre palle nemiche nel corso dell'assalto alle linee austriache.